# Štramberk
Štramberk (prononcer :ˈʃtrambɛrk ; en allemand : Stramberg) est une ville du district de Nový Jičín, dans la région de Moravie-Silésie, en République tchèque. Sa population s'élevait à 3 549 habitants en 2024.

## Géographie
Štramberk se trouve au centre du plateau de Štramberk dans les contreforts des Beskides, à 3 km au sud-ouest du centre de Kopřivnice, à 8 km à l'est de Nový Jičín, à 28 km au sud-ouest d'Ostrava et à 270 km à l'est-sud-est de Prague.
Une colline de 557 m d'altitude, Bilá hora, sépare Štramberk de la ville voisine de Kopřivnice. Elle est dominée par une tour cylindrique, vestige du château de Štramberk.
La commune est limitée par Závišice au nord, par Kopřivnice à l'est, par Lichnov au sud-est, par Ženklava au sud et par Rybí à l'ouest.

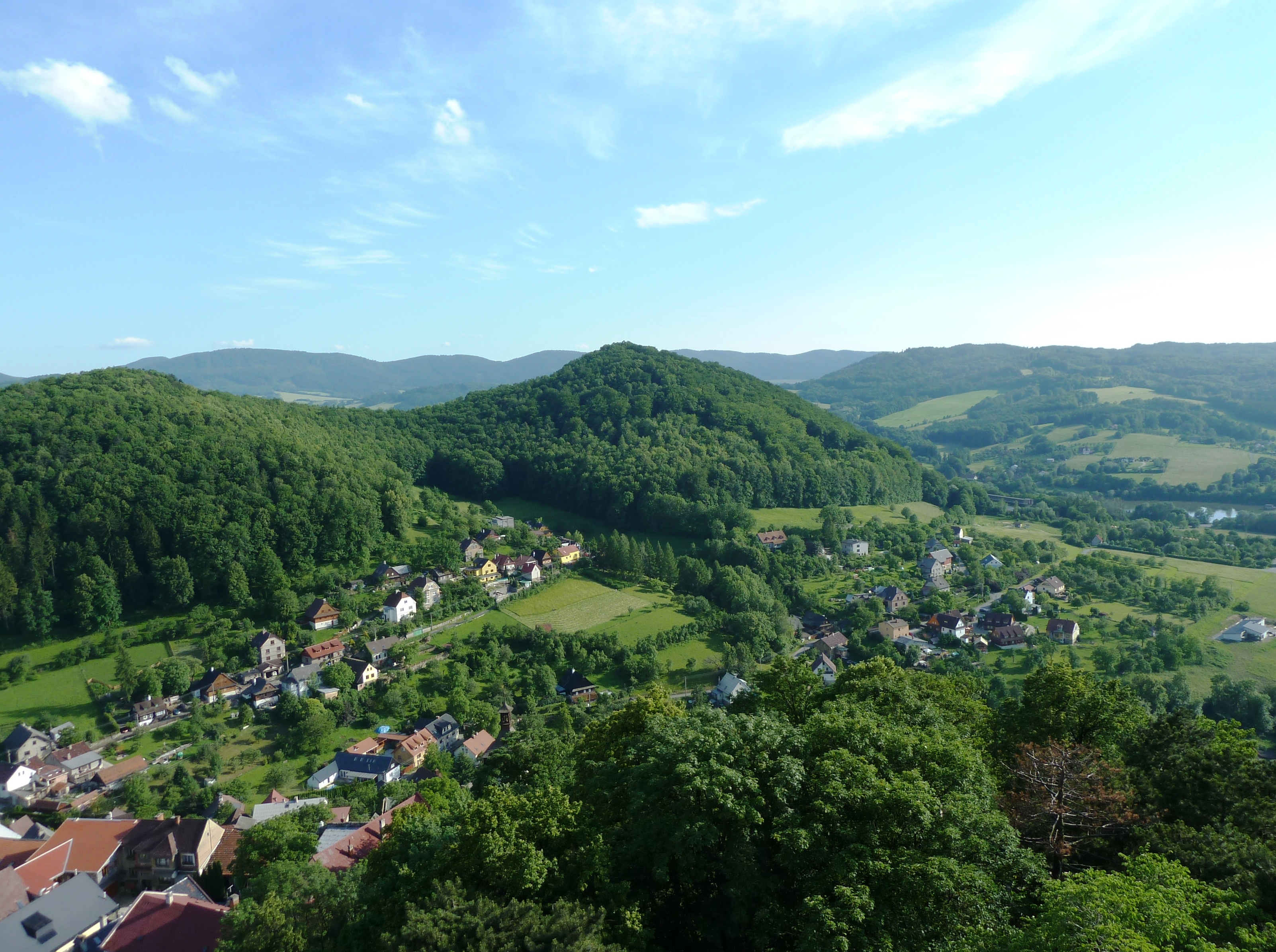
Vue depuis le château de Štramberk : la colline Kotouč.
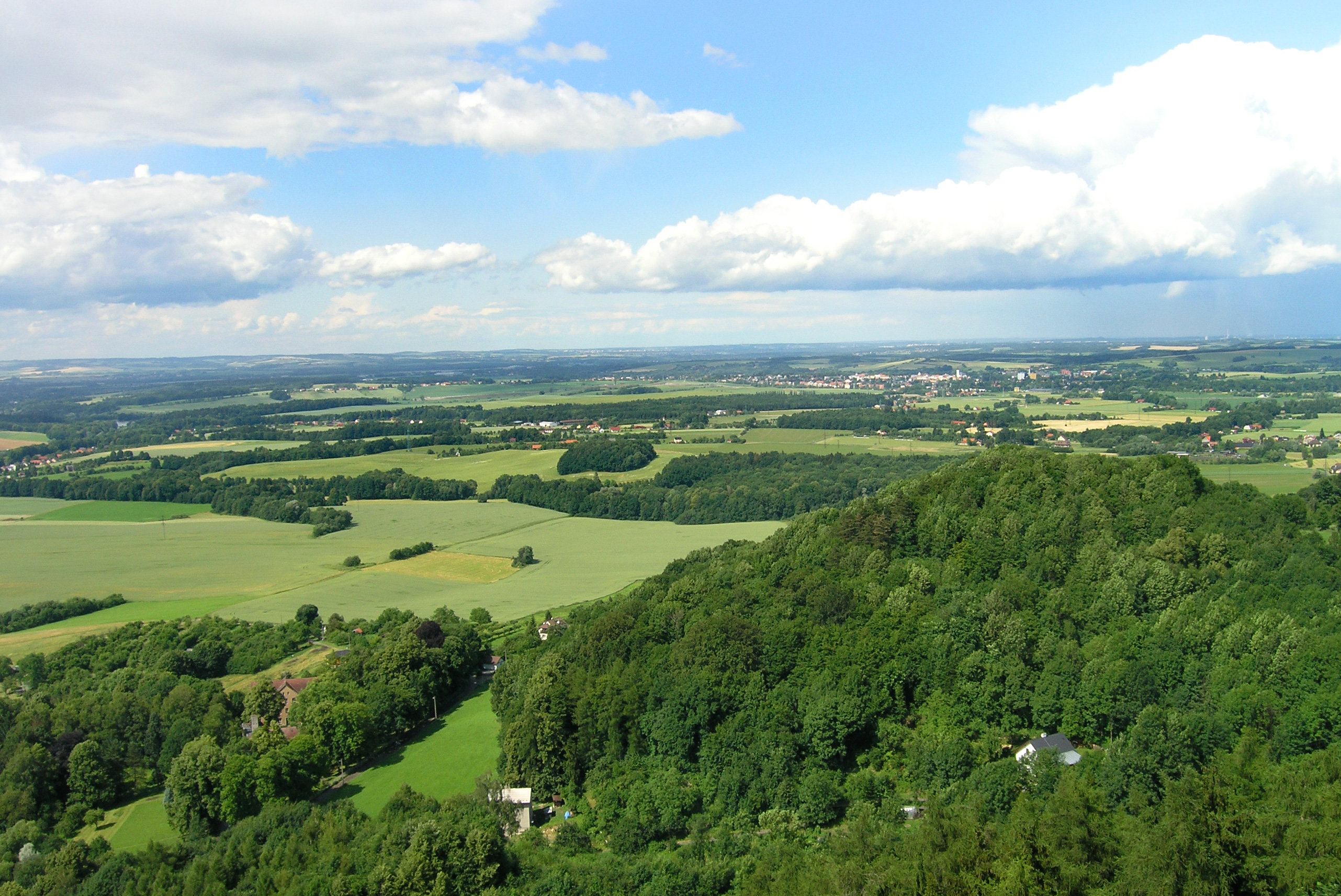
Vue depuis le château de Štramberk en direction d'Ostrava.

## Histoire
C'est en 1211 qu'a été mentionnée par écrit pour la première fois cette petite ville de montagne et qui porte le surnom de « Bethléem morave ». Le 4 décembre 1359 le margrave de Moravie Jean Henri de Luxembourg, fils du roi de Bohême Jean de Luxembourg, l'a promue au rang de ville. Le 8 mai 1241, jour de l'Ascension, les chrétiens de cette ville triomphaient de l'armée mongole. C'est depuis ce temps qu'à la mémoire des victimes des Mongols, à qui, disait-on, on avait coupé les oreilles, que l'on fabrique avec de la pâte de pain d'épice un gâteau sucré que l'on appelle « Oreilles de Štramberk ».

## Patrimoine
La grotte Šipka, classée monument naturel national, se trouve dans une formation karstique sur le territoire de la commune. La mâchoire inférieure d'un enfant de Néandertal y a été retrouvée en 1988, au cours de fouilles archéologiques. Des recherches ultérieures ont montré que la grotte a été occupée par des chasseurs préhistoriques il y a plus de trente mille ans.

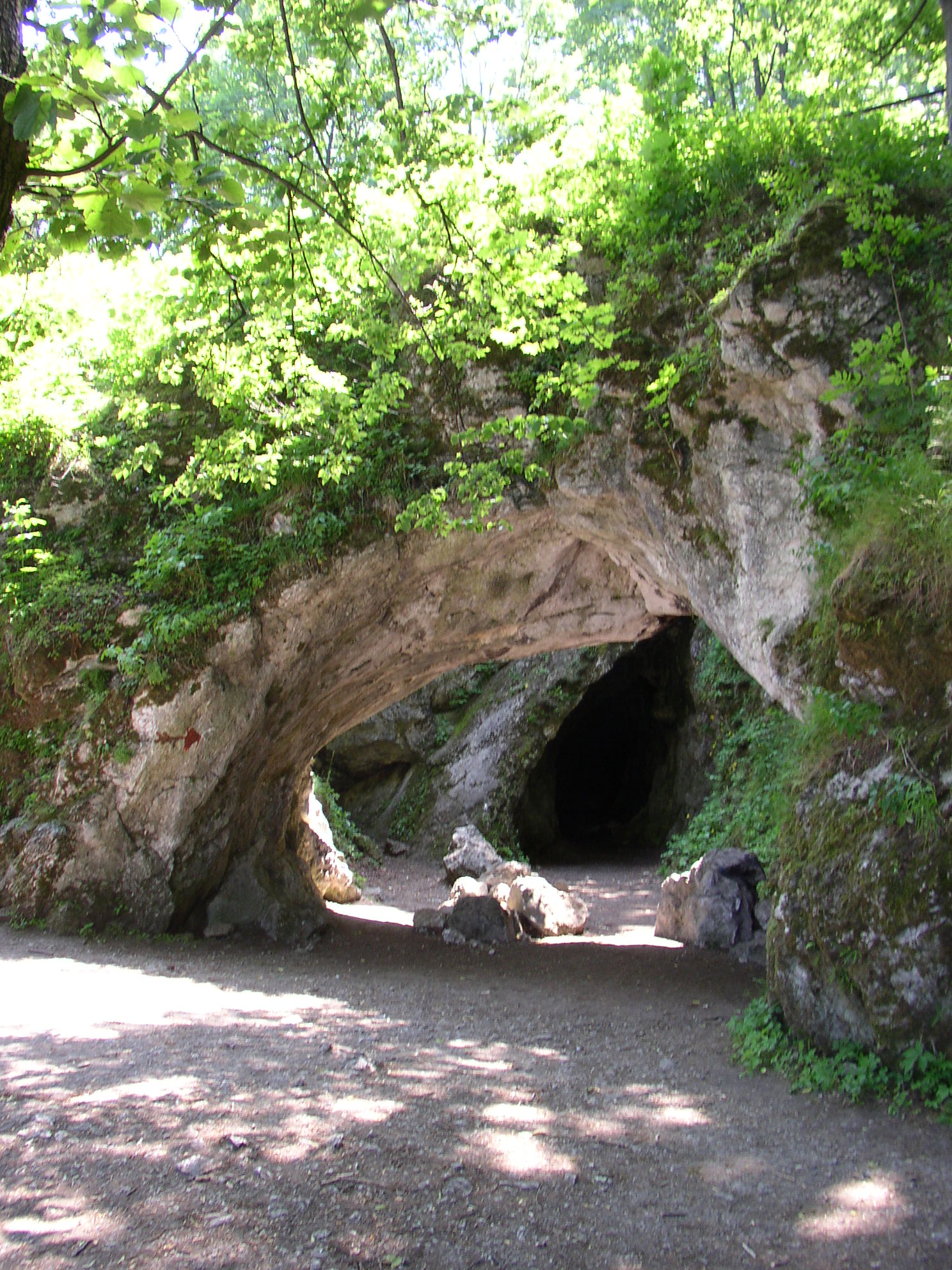
La grotte Šipka.
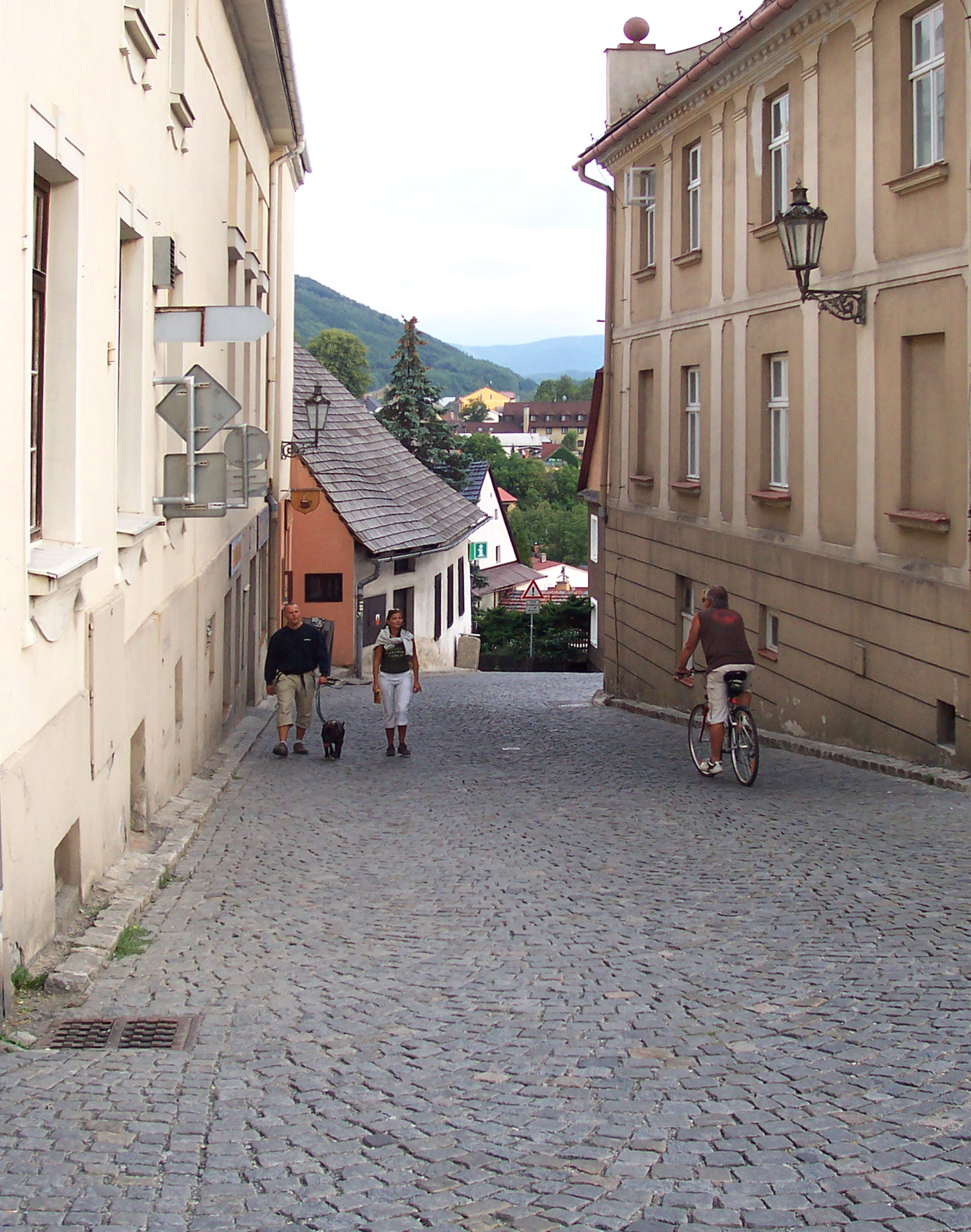
Une rue de Štramberk.

## Personnalité
- Jiří Hanzelka (1920-2003), voyageur, écrivain, documentariste.

## Galerie

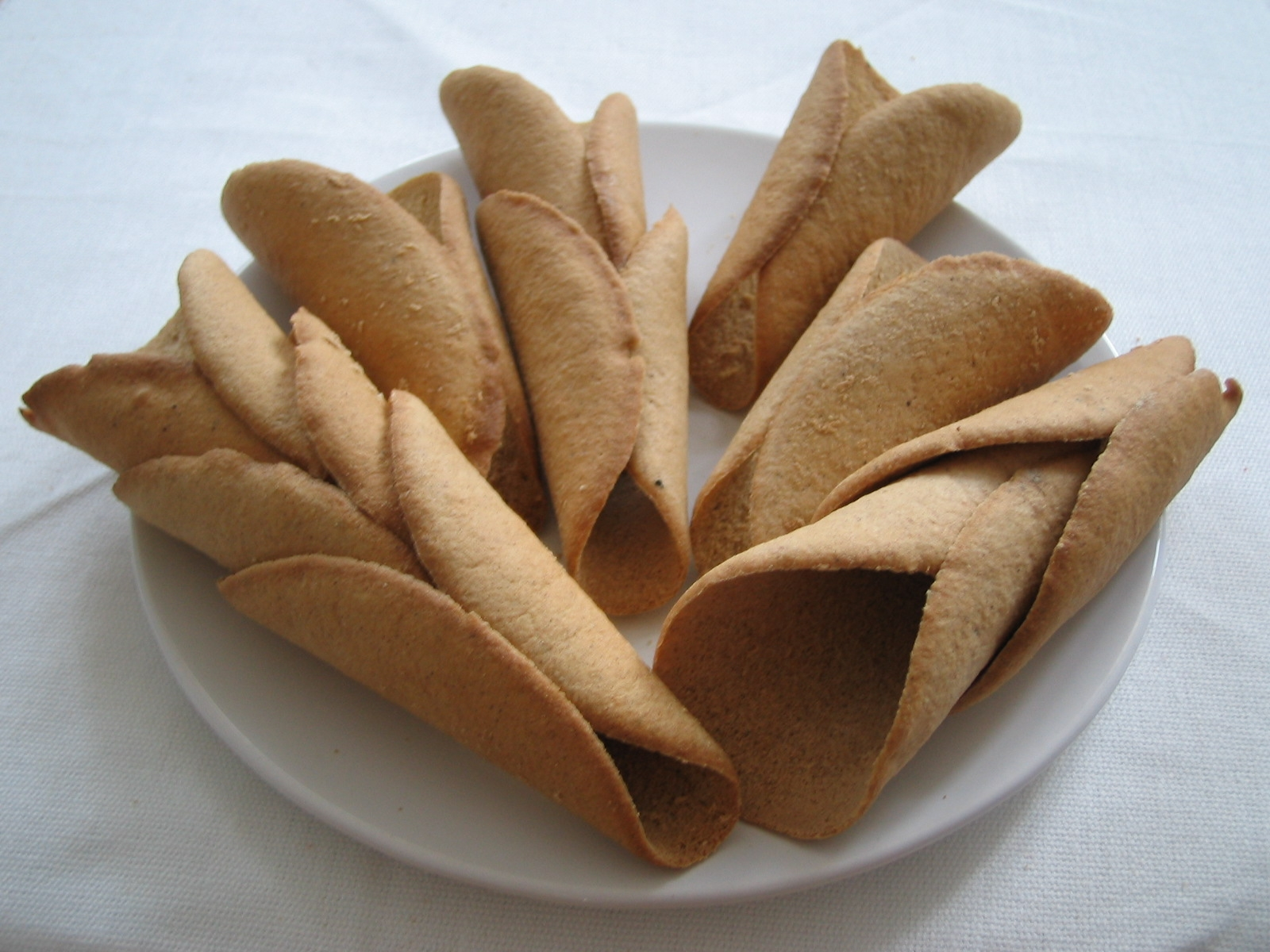
Une spécialité de Štramberk, les Oreilles de Štramberk
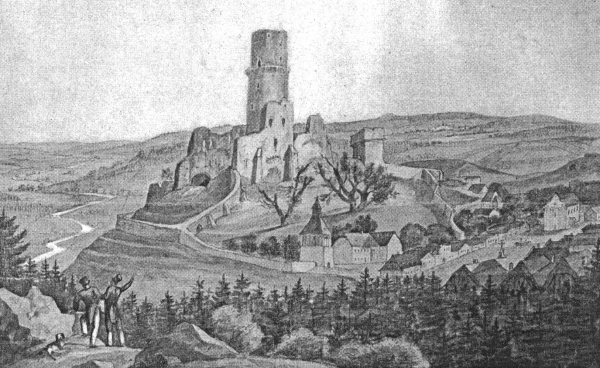
Le château de Štramberk en 1820
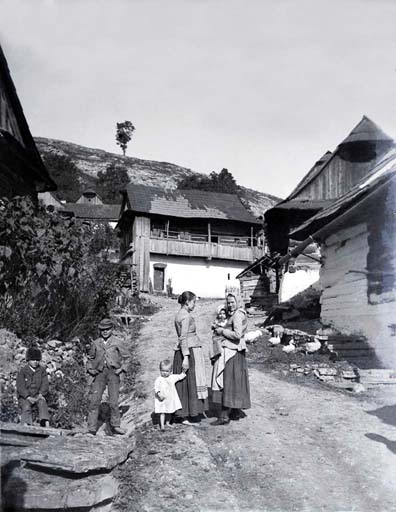
Štramberk en 1895
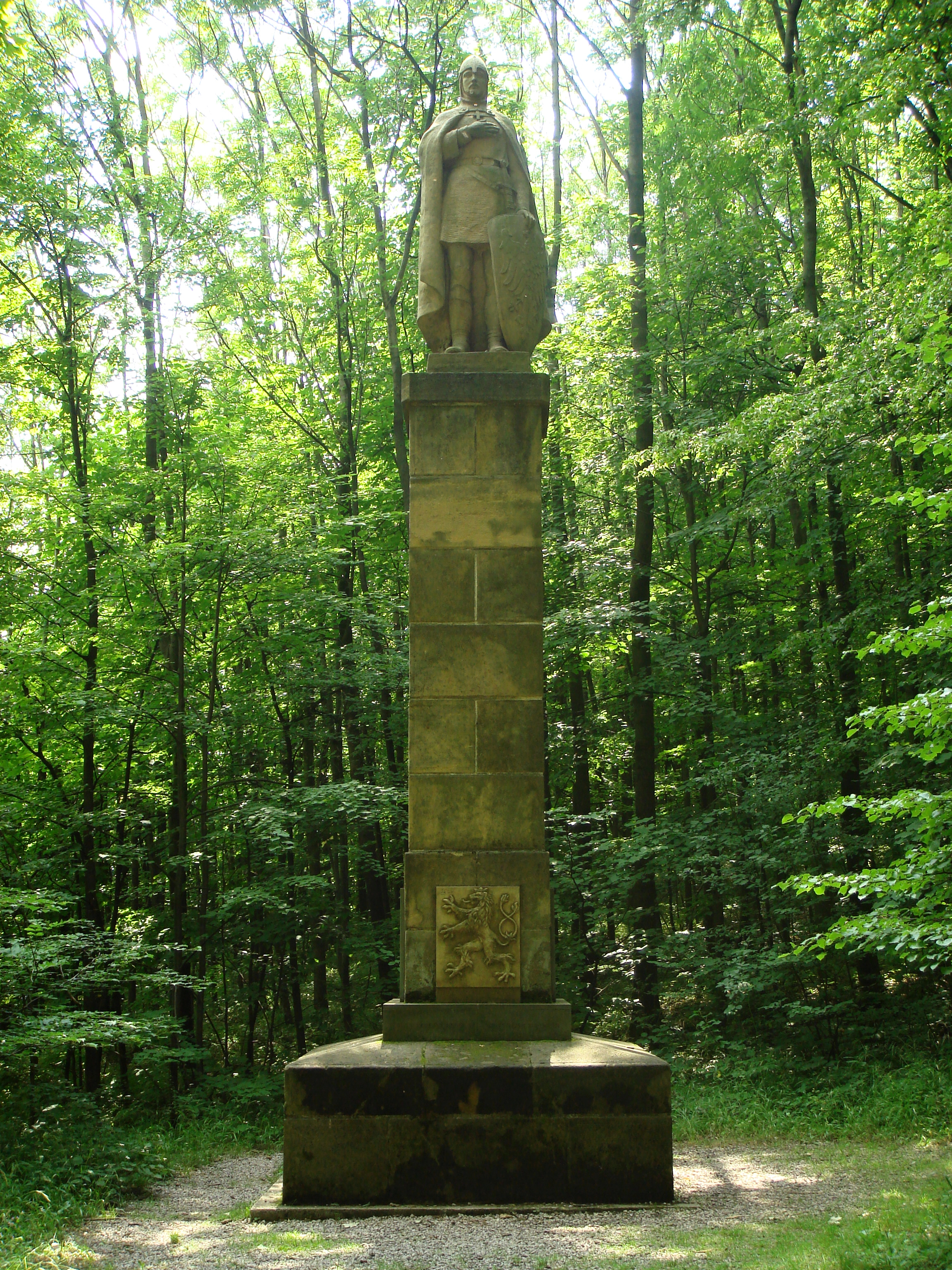
Monument commémorant Saint Venceslas
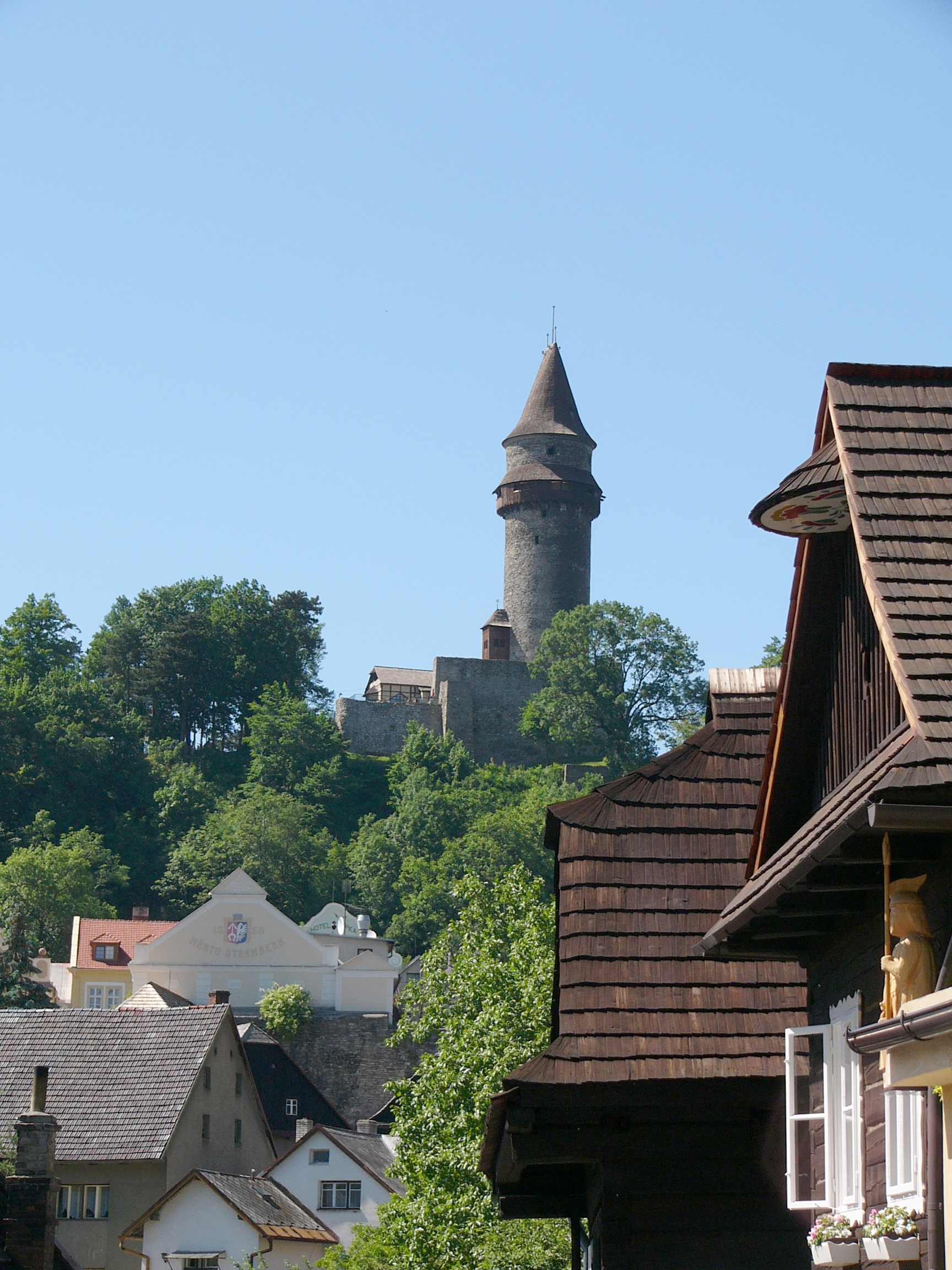
Vue de la ville

## Transports
Par la route, Štramberk se trouve à 4 km du centre de Kopřivnice, à 10 km de Nový Jičín, à 37 km d'Ostrava et à 348 km de Prague.